# Jan Ottosson
Jan Bo Otto Ottosson (Högsäter, 10 maart 1960) is een Zweeds langlaufer. 

## Carrière
Ottosson won tweemaal de olympische gouden medaille in de estafette in 1984 en 1988, individueel was de zesde plaats op de 50 kilometer tijdens de spelen van 1988 zijn beste prestatie. Tijdens wereldkampioenschappen kon Ottosson geen medailles veroveren. 
Ottosson won in 1989, 1991, 1992 en 1994 de langste langlaufwedstrijd de Wasaloop.
Op 45-jarig leeftijd liep Ottosson de New York City Marathon in 2 en 39 minuten en 20 seconden.

## Resultaten

### Olympische Winterspelen
| Jaar | Plaats      | Resultaten                                                 |
| ---- | ----------- | ---------------------------------------------------------- |
| 1984 | Sarajevo    | 16e 30 km · 14e 50 km · 4x10 km estafette                  |
| 1988 | Calgary     | 16e 15 km · 16e 30 km · 6e 50 km · 4x10 km estafette       |
| 1992 | Albertville | 11e 30 km 44e 50 km 4e 4x10 km estafette                   |
| 1994 | Lillehammer | 14e 10 km 18e 50 km 15e achtervolging 6e 4x10 km estafette |

### Wereldkampioenschappen langlaufen
| Jaar | Plaats        | Resultaten                  |
| ---- | ------------- | --------------------------- |
| 1982 | Oslo          | 9e 15 km 5e op de estafette |
| 1987 | Oberstdorf    | 10e 50 km                   |
| 1989 | Lahti         | 12e 30 km                   |
| 1991 | Val di Fiemme | 6e 15 km 7e 50 km           |
| 1993 | Falun         | 15e 30 km 10e 50 km         |